# Dactylella gampsospora
Dactylella gampsospora är en svampart som först beskrevs av Drechsler, och fick sitt nu gällande namn av de Hoog & Oorschot 1985. Dactylella gampsospora ingår i släktet Dactylella och familjen vaxskålar.   Inga underarter finns listade i Catalogue of Life.